# Oscar Grulich
Anton Oscar Grulich (* 1. März 1844 in Saathain, Kreis Liebenwerda; † 20. Oktober 1913 in Halle) war ein deutscher Bibliothekar und Initiator des Bibliotheksneubaus der Bibliothek der Leopoldina in Halle als deren Bibliothekar im Nebenamt.

## Leben
Der Sohn des Saathainer Diaconus Anton Grulich und dessen Ehefrau Clara geb. Engelhardt besuchte 1858 bis 1863 die Landesschule Schulpforta, studierte 1863 bis 1868 klassische und deutsche Philologie in Halle (Saale), war 1869 bis 1875 Lehrer am Stadtgymnasium Halle und wurde 1876 mit der Dissertation Quaestiones de quodam hiatus genere in Homeri carminibus promoviert. Wegen eines Anfallleidens, das kurz vor dem Staatsexamen schon einmal auftrat und 1874 erneut, musste er den Lehrerberuf nach fünf Jahren aufgeben. Am 1. September 1875 wechselte Grulich an die Universitätsbibliothek als Amanuensis und wirkte ab 1877 als Kustos der Universitätsbibliothek der Königlichen Friedrichs-Universität Halle (heute Martin-Luther-Universität Halle-Wittenberg) und schließlich als Oberbibliothekar bis zum Ruhestand am 1. Oktober 1913. Er starb bald darauf an den Folgen eines Schlaganfalls. Sein Grab befindet sich auf dem Nordfriedhof in Halle. Laut Taufregister ist Grulichs Vorname Oscar, wie er auch publizierte, auf dem Grabstein dagegen steht Oskar.

## Wirken
Nachdem 1878 der hallische Physiker Hermann Knoblauch zum XV. Präsidenten der Deutschen Akademie der Naturforscher Leopoldina gewählt war und die Akademie damit ihren Sitz nach Halle verlegte, betreute Grulich ab 1. Juli 1879 als Bibliothekar im Nebenamt die Akademie-Bibliothek (bis 1904) und sorgte für ihre Überführung von Dresden nach Halle. In der Zeit der Reorganisation des Preußischen Bibliothekswesens hat er die Reformen an der hallischen Universitätsbibliothek in seinem Arbeitsbereich Katalogwesen umgesetzt. Ausgerüstet mit dieser Erfahrung war er in der Lage, die Akademie-Bibliothek weitsichtig auf feste Fundamente zu stellen. Ihm verdankt die Leopoldina auch die Initiative und die Konzeption zum Bibliotheksneubau – nicht zufällig in der Nachbarschaft der Universitätsbibliothek und wie diese in der damals neuen Stahlskelettbauweise vom selben Architekten –, dessen Einweihung am 23. April 1904 sein Lebenswerk krönte. Damit waren die „Leiden einer wandernden Bibliothek“, die er 1885 eindrücklich beschworen hatte, definitiv beendet und die Leopoldina behielt seitdem ihren Sitz in Halle, während sie vorher – mehrfach auch zusammen mit der Bibliothek – an den Wohnort des jeweiligen Präsidenten umzog.
Grulichs Katalog der Bibliothek der Kaiserlichen Leopoldinisch-Carolinischen Deutschen Akademie der Naturforscher, begonnen 1887, wurde 1893 auf der Weltausstellung in Chicago präsentiert. Seine Geschichte der Bibliothek und der Naturaliensammlung der Kaiserl. Leopoldinisch-Carolinischen Deutschen Akademie der Naturforscher (1894) gilt zu Recht als die bis dahin gründlichste und kritischste Darstellung der Geschichte der Leopoldina überhaupt, da er viele der damals vorhandenen Quellen im Detail gesichtet und mit unvoreingenommenem Blick bewertet hat, ganz ohne hagiographische Ambitionen.

## Werke
- Leiden und Freuden einer wandernden Bibliothek. In: Zentralblatt für Bibliothekswesen, Jg. 2, 1885, S. 117–134 (online).
- Katalog der Bibliothek der Kaiserlichen Leopoldinisch-Carolinischen Deutschen Akademie der Naturforscher. Engelmann, Leipzig 1887–1905.
- Geschichte der Bibliothek und der Naturaliensammlung der Kaiserl. Leopoldinisch-Carolinischen Deutschen Akademie der Naturforscher. Halle 1894.